# Wereldbeker zwemmen 2022
De wereldbeker zwemmen 2022 was een serie van drie wedstrijden die gehouden werden in oktober en november 2022 in drie verschillende steden in Europa en Noord-Amerika. De Trinidadiaan Dylan Carter, bij de mannen, en de Amerikaanse Beata Nelson, bij de vrouwen, wonnen dit jaar de wereldbeker.

## Kalender
| # | Data          | Locatie      | Resultaten |
| - | ------------- | ------------ | ---------- |
| 1 | 21-23 oktober | Berlijn      | [ 1 ]      |
| 2 | 28-30 oktober | Toronto      | [ 2 ]      |
| 3 | 3-5 november  | Indianapolis | [ 3 ]      |

## Klassementen

### Mannen
| Rang | Naam          | Land               | Punten | Punten | Punten | Totaal |
| Rang | Naam          | Land               | BER    | TOR    | IND    | Totaal |
| ---- | ------------- | ------------------ | ------ | ------ | ------ | ------ |
| 1    | Dylan Carter  | Trinidad en Tobago | 57.3   | 57.2   | 58.1   | 172.6  |
| 2    | Nic Fink      | Verenigde Staten   | 57.0   | 57.5   | 57.8   | 172.3  |
| 3    | Chad le Clos  | Zuid-Afrika        | 56.4   | 53.8   | 56.1   | 166.3  |
| 4    | Shaine Casas  | Verenigde Staten   | 48.9   | 58.5   | 57.5   | 164.9  |
| 5    | Matthew Sates | Zuid-Afrika        | 58.3   | 52.7   | 43.1   | 154.1  |
| 6    | Kyle Chalmers | Australië          | 53.4   | 48.0   | 50.7   | 152.1  |
| 7    | Thomas Ceccon | Italië             | 52.6   | 48.6   | 43.6   | 144.8  |
| 8    | Danas Rapšys  | Litouwen           | 43.7   | 42.0   | 51.4   | 137.1  |

### Vrouwen
| Rang | Naam              | Land             | Punten | Punten | Punten | Totaal |
| Rang | Naam              | Land             | BER    | TOR    | IND    | Totaal |
| ---- | ----------------- | ---------------- | ------ | ------ | ------ | ------ |
| 1    | Beata Nelson      | Verenigde Staten | 57.3   | 58.3   | 58.1   | 173.7  |
| 2    | Siobhán Haughey   | Hongkong         | 58.5   | 54.4   | 53.0   | 165.9  |
| 3    | Béryl Gastaldello | Frankrijk        | 52.1   | 53.2   | 51.3   | 156.6  |
| 4    | Kylie Masse       | Canada           | 53.1   | 51.6   | 47.6   | 152.3  |
| 5    | Rūta Meilutytė    | Litouwen         | 52.2   | 49.6   | 50.1   | 151.9  |
| 6    | Louise Hansson    | Zweden           | 47.3   | 46.9   | 53.6   | 147.8  |
| 7    | Madison Wilson    | Australië        | 47.5   | 44.0   | 47.6   | 139.1  |
| 8    | Ingrid Wilm       | Canada           | 46.8   | 44.2   | 45.3   | 136.3  |

## Dagzeges

### Vrije slag

#### 50 meter
| Wedstrijd      | Mannen       | Mannen | Mannen | Vrouwen          | Vrouwen | Vrouwen |
| Wedstrijd      | Winnaar      | Land   | Tijd   | Winnaar          | Land    | Tijd    |
| -------------- | ------------ | ------ | ------ | ---------------- | ------- | ------- |
| #1:Berlijn     | Dylan Carter | TTO    | 20,77  | Katarzyna Wasick | POL     | 23,32   |
| #2:Toronto     | Dylan Carter | TTO    | 20,91  | Katarzyna Wasick | POL     | 23,27   |
| #3:Indianpolis | Dylan Carter | TTO    | 20,72  | Katarzyna Wasick | POL     | 23,10   |

#### 100 meter
| Wedstrijd      | Mannen        | Mannen | Mannen | Vrouwen         | Vrouwen | Vrouwen |
| Wedstrijd      | Winnaar       | Land   | Tijd   | Winnaar         | Land    | Tijd    |
| -------------- | ------------- | ------ | ------ | --------------- | ------- | ------- |
| #1:Berlijn     | Kyle Chalmers | AUS    | 45,88  | Siobhán Haughey | HKG     | 51,59   |
| #2:Toronto     | Kyle Chalmers | AUS    | 45,52  | Siobhán Haughey | HKG     | 51,33   |
| #3:Indianpolis | Kyle Chalmers | AUS    | 45,55  | Siobhán Haughey | HKG     | 51,00   |

#### 200 meter
| Wedstrijd      | Mannen        | Mannen | Mannen  | Vrouwen         | Vrouwen | Vrouwen |
| Wedstrijd      | Winnaar       | Land   | Tijd    | Winnaar         | Land    | Tijd    |
| -------------- | ------------- | ------ | ------- | --------------- | ------- | ------- |
| #1:Berlijn     | Matthew Sates | RSA    | 1.40,88 | Siobhán Haughey | HKG     | 1.51,36 |
| #2:Toronto     | Brooks Curry  | USA    | 1.42,32 | Siobhán Haughey | HKG     | 1.51,13 |
| #3:Indianpolis | Kieran Smith  | USA    | 1.41,78 | Siobhán Haughey | HKG     | 1.51,19 |

#### 400 meter
| Wedstrijd      | Mannen        | Mannen | Mannen  | Vrouwen         | Vrouwen | Vrouwen    |
| Wedstrijd      | Winnaar       | Land   | Tijd    | Winnaar         | Land    | Tijd       |
| -------------- | ------------- | ------ | ------- | --------------- | ------- | ---------- |
| #1:Berlijn     | Matthew Sates | RSA    | 3.36,30 | Siobhan Haughey | HKG     | 3.56,52    |
| #2:Toronto     | Matthew Sates | RSA    | 3.37,52 | Summer McIntosh | CAN     | 3.52,80 WC |
| #3:Indianpolis | Kieran Smith  | USA    | 3.35,99 | Katie Ledecky   | USA     | 3.54,04    |

#### 1500/800 meter
| Wedstrijd      | Mannen            | Mannen | Mannen   | Vrouwen           | Vrouwen | Vrouwen     |
| Wedstrijd      | Winnaar           | Land   | Tijd     | Winnaar           | Land    | Tijd        |
| -------------- | ----------------- | ------ | -------- | ----------------- | ------- | ----------- |
| #1:Berlijn     | Florian Wellbrock | GER    | 14.25,41 | Isabel Marie Gose | GER     | 08.14,88    |
| #2:Toronto     | Marwan Elkamash   | EGY    | 07.45,09 | Katie Ledecky     | USA     | 15.08,24 WR |
| #3:Indianpolis | Bobby Finke       | USA    | 14.45,77 | Katie Ledecky     | USA     | 07.57,42 WR |

### Rugslag

#### 50 meter
| Wedstrijd      | Mannen       | Mannen | Mannen | Vrouwen          | Vrouwen | Vrouwen |
| Wedstrijd      | Winnaar      | Land   | Tijd   | Winnaar          | Land    | Tijd    |
| -------------- | ------------ | ------ | ------ | ---------------- | ------- | ------- |
| #1:Berlijn     | Dylan Carter | TTO    | 23,15  | Kylie Masse      | CAN     | 26,15   |
| #2:Toronto     | Dylan Carter | TTO    | 22,94  | Margaret MacNeil | CAN     | 25,96   |
| #3:Indianpolis | Dylan Carter | TTO    | 22,72  | Kylie Masse      | CAN     | 25,96   |

#### 100 meter
| Wedstrijd      | Mannen       | Mannen | Mannen | Vrouwen      | Vrouwen | Vrouwen |
| Wedstrijd      | Winnaar      | Land   | Tijd   | Winnaar      | Land    | Tijd    |
| -------------- | ------------ | ------ | ------ | ------------ | ------- | ------- |
| #1:Berlijn     | Shaine Casas | USA    | 49,54  | Beata Nelson | USA     | 56,03   |
| #2:Toronto     | Shaine Casas | USA    | 48,84  | Beata Nelson | USA     | 55,75   |
| #3:Indianpolis | Shaine Casas | USA    | 49,40  | Bella Sims   | USA     | 55,75   |

#### 200 meter
| Wedstrijd      | Mannen       | Mannen | Mannen  | Vrouwen      | Vrouwen | Vrouwen |
| Wedstrijd      | Winnaar      | Land   | Tijd    | Winnaar      | Land    | Tijd    |
| -------------- | ------------ | ------ | ------- | ------------ | ------- | ------- |
| #1:Berlijn     | Shaine Casas | USA    | 1.50,02 | Beata Nelson | USA     | 2.02,59 |
| #2:Toronto     | Shaine Casas | USA    | 1.48,99 | Beata Nelson | USA     | 2.00,50 |
| #3:Indianpolis | Shaine Casas | USA    | 1.48,40 | Beata Nelson | USA     | 2.00,43 |

### Schoolslag

#### 50 meter
| Wedstrijd      | Mannen   | Mannen | Mannen | Vrouwen        | Vrouwen | Vrouwen |
| Wedstrijd      | Winnaar  | Land   | Tijd   | Winnaar        | Land    | Tijd    |
| -------------- | -------- | ------ | ------ | -------------- | ------- | ------- |
| #1:Berlijn     | Nic Fink | USA    | 25,86  | Rūta Meilutytė | LTU     | 28,60   |
| #2:Toronto     | Nic Fink | USA    | 25,78  | Rūta Meilutytė | LTU     | 28,96   |
| #3:Indianpolis | Nic Fink | USA    | 25,83  | Rūta Meilutytė | LTU     | 28,70   |

#### 100 meter
| Wedstrijd      | Mannen   | Mannen | Mannen | Vrouwen        | Vrouwen | Vrouwen |
| Wedstrijd      | Winnaar  | Land   | Tijd   | Winnaar        | Land    | Tijd    |
| -------------- | -------- | ------ | ------ | -------------- | ------- | ------- |
| #1:Berlijn     | Nic Fink | USA    | 56,43  | Rūta Meilutytė | LTU     | 1.03,07 |
| #2:Toronto     | Nic Fink | USA    | 56,39  | Rūta Meilutytė | LTU     | 1.02,95 |
| #3:Indianpolis | Nic Fink | USA    | 56,15  | Rūta Meilutytė | LTU     | 1.02,77 |

#### 200 meter
| Wedstrijd      | Mannen   | Mannen | Mannen  | Vrouwen      | Vrouwen | Vrouwen |
| Wedstrijd      | Winnaar  | Land   | Tijd    | Winnaar      | Land    | Tijd    |
| -------------- | -------- | ------ | ------- | ------------ | ------- | ------- |
| #1:Berlijn     | Nic Fink | USA    | 2.05,74 | Tes Schouten | NED     | 2.19,55 |
| #2:Toronto     | Nic Fink | USA    | 2.03,78 | Lilly King   | USA     | 2.18,43 |
| #3:Indianpolis | Nic Fink | USA    | 2.02,70 | Lilly King   | USA     | 2.17,56 |

### Vlinderslag

#### 50 meter
| Wedstrijd      | Mannen       | Mannen | Mannen | Vrouwen           | Vrouwen | Vrouwen |
| Wedstrijd      | Winnaar      | Land   | Tijd   | Winnaar           | Land    | Tijd    |
| -------------- | ------------ | ------ | ------ | ----------------- | ------- | ------- |
| #1:Berlijn     | Dylan Carter | TTO    | 22,13  | Béryl Gastaldello | FRA     | 25,16   |
| #2:Toronto     | Dylan Carter | TTO    | 22,28  | Margaret MacNeil  | CAN     | 24,75   |
| #3:Indianpolis | Dylan Carter | TTO    | 21,99  | Louise Hansson    | SWE     | 25,16   |

#### 100 meter
| Wedstrijd      | Mannen       | Mannen | Mannen | Vrouwen          | Vrouwen | Vrouwen |
| Wedstrijd      | Winnaar      | Land   | Tijd   | Winnaar          | Land    | Tijd    |
| -------------- | ------------ | ------ | ------ | ---------------- | ------- | ------- |
| #1:Berlijn     | Chad le Clos | RSA    | 48,58  | Louise Hansson   | SWE     | 55,33   |
| #2:Toronto     | Chad le Clos | RSA    | 48,88  | Margaret MacNeil | CAN     | 54,78   |
| #3:Indianpolis | Chad le Clos | RSA    | 48,85  | Louise Hansson   | SWE     | 55,45   |

#### 200 meter
| Wedstrijd      | Mannen         | Mannen | Mannen  | Vrouwen         | Vrouwen | Vrouwen |
| Wedstrijd      | Winnaar        | Land   | Tijd    | Winnaar         | Land    | Tijd    |
| -------------- | -------------- | ------ | ------- | --------------- | ------- | ------- |
| #1:Berlijn     | Chad le Clos   | RSA    | 1.49,62 | Ilaria Cusinato | ITA     | 2.05,30 |
| #2:Toronto     | Trenton Julian | USA    | 1.49,69 | Kelly Pash      | USA     | 2.03,61 |
| #3:Indianpolis | Chad le Clos   | RSA    | 1.49,89 | Summer McIntosh | CAN     | 2.03,40 |

### Wisselslag

#### 100 meter
| Wedstrijd      | Mannen        | Mannen | Mannen | Vrouwen           | Vrouwen | Vrouwen |
| Wedstrijd      | Winnaar       | Land   | Tijd   | Winnaar           | Land    | Tijd    |
| -------------- | ------------- | ------ | ------ | ----------------- | ------- | ------- |
| #1:Berlijn     | Thomas Ceccon | ITA    | 51,52  | Béryl Gastaldello | FRA     | 57,76   |
| #2:Toronto     | Shaine Casas  | USA    | 51,03  | Béryl Gastaldello | FRA     | 57,97   |
| #3:Indianpolis | Shaine Casas  | USA    | 51,04  | Beata Nelson      | USA     | 57,81   |

#### 200 meter
| Wedstrijd      | Mannen        | Mannen | Mannen     | Vrouwen      | Vrouwen | Vrouwen |
| Wedstrijd      | Winnaar       | Land   | Tijd       | Winnaar      | Land    | Tijd    |
| -------------- | ------------- | ------ | ---------- | ------------ | ------- | ------- |
| #1:Berlijn     | Matthew Sates | RSA    | 1.51,64    | Beata Nelson | USA     | 2.06,80 |
| #2:Toronto     | Shaine Casas  | USA    | 1.50,37 WC | Beata Nelson | USA     | 2.05,08 |
| #3:Indianpolis | Kieran Smith  | USA    | 1.52,98    | Beata Nelson | USA     | 2.04,92 |

#### 400 meter
| Wedstrijd      | Mannen        | Mannen | Mannen  | Vrouwen         | Vrouwen | Vrouwen |
| Wedstrijd      | Winnaar       | Land   | Tijd    | Winnaar         | Land    | Tijd    |
| -------------- | ------------- | ------ | ------- | --------------- | ------- | ------- |
| #1:Berlijn     | Matthew Sates | RSA    | 4.02,95 | Hali Flickinger | USA     | 4.30,36 |
| #2:Toronto     | Matthew Sates | RSA    | 4.02,65 | Summer McIntosh | CAN     | 4.21,49 |
| #3:Indianpolis | Matthew Sates | RSA    | 4.04,12 | Sydney Pickrem  | CAN     | 4.26,66 |